# Jack Butland
Jack Butland (Bristol, 10 marzo 1993) è un calciatore inglese, portiere dei Rangers.

## Carriera

### Club
Cresciuto nel vivaio del Birmingham City, per la stagione 2011-12 viene mandato in prestito al Cheltenham Town, squadra militante in League Two, quarta serie nazionale, dove colleziona 24 presenze. Tuttavia, l'infortunio di Boaz Myhill lo fa ritornare a Birmingham per le ultime partite di Championship, il secondo livello del calcio inglese.
Per la stagione 2012-2013, Butland viene confermato in prima squadra dal Birmingham City e gli viene anche dato il numero di maglia 1. Esordisce con i blues tre giorni dopo il suo debutto in nazionale, nella partita pareggiata 1-1 con lo Charlton Athletic.
Il 31 gennaio 2013 firma un contratto di 4 anni e mezzo con lo Stoke City che lo lascia a Birmingham in prestito fino alla fine stagione in vista delle cessione, in estate, del titolare Asmir Begović. L'accordo avviene sulla base di 3.3 milioni di sterline che potranno diventare 3.5.
All'inizio della nuova stagione, Begović non venne ceduto, e Butland si trovò a fare il terzo portiere dietro il bosniaco e Thomas Sørensen. Il 26 settembre fu così ceduto in prestito al Barnsley, squadra del Championship, per tre mesi. Debuttò alla prima gara utile, persa per 2-1 con il Leicester City. Termina il prestito con tredici presenze, subendo sedici gol.
Terminato il prestito ritorna allo Stoke City. Debutta in Premier League con i Potters il 1º gennaio 2014 subentrando a Sørensen nel match pareggiato 1-1 contro l'Everton.
Il 20 febbraio 2014 viene mandato in prestito, fino al termine della stagione, al Leeds United, nel Championship, dove disputò 16 gare. Tornato a Stoke-on-Trent, il 20 ottobre viene ceduto in prestito per un mese al Derby County, disputando sei gare ancora nel Championship.
Il 16 ottobre 2020 viene acquistato a titolo definitivo per 18 milioni di sterline dal Crystal Palace,
Dopo aver ottenuto 10 presenze in tre anni con i glaziers, il 6 gennaio 2023 si trasferisce a titolo temporaneo al Manchester Utd. A fine stagione rimane svincolato e firma un contratto quadriennale con il Rangers.

### Nazionale
Nel 2011 ha partecipato ai Mondiali Under-20.
Ha esordito in nazionale Under-21 nella partita di qualificazione agli Europei 2013 vinta per 6-0 contro l'Azerbaijan.
A causa dell'infortunio di John Ruddy, portiere del Norwich City, viene convocato in nazionale maggiore come terzo portiere da Roy Hodgson.
Fu in seguito inserito nella selezione del Regno Unito che partecipò alle Olimpiadi di Londra, ed esordì nell'amichevole di preparazione persa per 2-0 con il Brasile. Giocò, da titolare, tutte le gare del torneo, in cui la sua squadra fu eliminata dalla Corea del Sud nei quarti di finale ai rigori.
Esordisce, in nazionale maggiore, il 15 agosto 2012 nella partita vinta 2-1 contro l'Italia, venendo sostituito all'inizio del secondo tempo da John Ruddy, anche lui all'esordio in nazionale.
Il 12 ottobre 2015, a ormai 3 anni di distanza dalla sua ultima presenza (cioè quella d'esordio) fa il suo esordio con clean sheet nel match di qualificazione agli europei di Francia 2016 contro la Lituania contribuendo alla vittoria per 3-0.

## Statistiche

### Presenze e reti nei club
Statistiche aggiornate al 12 agosto 2025.
| Stagione              | Squadra               | Campionato            | Campionato | Campionato | Coppe nazionali | Coppe nazionali | Coppe nazionali | Coppe continentali | Coppe continentali | Coppe continentali | Altre coppe | Altre coppe | Altre coppe | Totale | Totale |
| Stagione              | Squadra               | Comp                  | Pres       | Reti       | Comp            | Pres            | Reti            | Comp               | Pres               | Reti               | Comp        | Pres        | Reti        | Pres   | Reti   |
| --------------------- | --------------------- | --------------------- | ---------- | ---------- | --------------- | --------------- | --------------- | ------------------ | ------------------ | ------------------ | ----------- | ----------- | ----------- | ------ | ------ |
| 2011-2012             | Cheltenham Town       | FL2                   | 24         | -26        | FACup+CdL       | 0               | 0               | -                  | -                  | -                  | FLT         | 0           | 0           | 24     | -26    |
| 2012-2013             | Birmingham City       | FLC                   | 46         | -69        | FACup+CdL       | 0               | 0               | -                  | -                  | -                  | -           | -           | -           | 46     | -69    |
| 2013-gen. 2014        | Barnsley              | FLC                   | 13         | -16        | FACup+CdL       | 0               | 0               | -                  | -                  | -                  | -           | -           | -           | 13     | -16    |
| gen.-feb. 2014        | Stoke City            | PL                    | 3          | -7         | FACup+CdL       | 1+0             | -1              | -                  | -                  | -                  | -           | -           | -           | 4      | -8     |
| feb.-giu. 2014        | Leeds Utd             | FLC                   | 16         | -28        | FACup+CdL       | -               | -               | -                  | -                  | -                  | -           | -           | -           | 16     | -28    |
| 2014-2015             | Stoke City            | PL                    | 3          | -2         | FACup+CdL       | 3+2             | -6 + -1         | -                  | -                  | -                  | -           | -           | -           | 8      | -9     |
| ott.-nov. 2014        | Derby County          | FLC                   | 6          | -7         | FACup+CdL       | -               | -               | -                  | -                  | -                  | -           | -           | -           | 6      | -7     |
| 2015-2016             | Stoke City            | PL                    | 31         | -37        | FACup+CdL       | 0+4             | -2              | -                  | -                  | -                  | -           | -           | -           | 35     | -39    |
| 2016-2017             | Stoke City            | PL                    | 5          | -8         | FACup+CdL       | 0               | 0               | -                  | -                  | -                  | -           | -           | -           | 5      | -8     |
| 2017-2018             | Stoke City            | PL                    | 35         | -61        | FACup+CdL       | 1+0             | -2              | -                  | -                  | -                  | -           | -           | -           | 36     | -63    |
| 2018-2019             | Stoke City            | FLC                   | 45         | -51        | FACup+CdL       | 0               | 0               | -                  | -                  | -                  | -           | -           | -           | 45     | -51    |
| 2019-2020             | Stoke City            | FLC                   | 35         | -56        | FACup+CdL       | 0+1             | -2              | -                  | -                  | -                  | -           | -           | -           | 36     | -58    |
| Totale Stoke City     | Totale Stoke City     | Totale Stoke City     | 157        | -222       |                 | 12              | -14             |                    | -                  | -                  |             | -           | -           | 169    | -236   |
| 2020-2021             | Crystal Palace        | PL                    | 1          | -2         | FACup+CdL       | 1+0             | -1              | -                  | -                  | -                  | -           | -           | -           | 2      | -3     |
| 2021-2022             | Crystal Palace        | PL                    | 9          | -13        | FACup+CdL       | 5+1             | -4 + -1         | -                  | -                  | -                  | -           | -           | -           | 15     | -18    |
| 2022-gen. 2023        | Crystal Palace        | PL                    | 0          | 0          | FACup+CdL       | 0               | 0               | -                  | -                  | -                  | -           | -           | -           | 0      | 0      |
| Totale Crystal Palace | Totale Crystal Palace | Totale Crystal Palace | 10         | -15        |                 | 7               | -6              |                    | -                  | -                  |             | -           | -           | 17     | -21    |
| gen.-giu. 2023        | Manchester Utd        | PL                    | 0          | -0         | FACup+CdL       | 0               | -0              | UEL                | 0                  | -0                 | -           | -           | -           | 0      | -0     |
| 2023-2024             | Rangers               | SP                    | 38         | -32        | CS+CdL          | 4+4             | -1+-2           | UCL+UEL            | 4+8                | -9+-9              | -           | -           | -           | 58     | -53    |
| 2024-2025             | Rangers               | SP                    | 28         | -31        | CS+CdL          | 0+4             | 0+-4            | UCL+UEL            | 2+10               | -3+-13             | -           | -           | -           | 44     | -51    |
| 2025-2026             | Rangers               | SP                    | 2          | -2         | CS+CdL          | 0               | 0               | UCL                | 4                  | -3                 | -           | -           | -           | 6      | -5     |
| Totale Rangers        | Totale Rangers        | Totale Rangers        | 68         | -65        |                 | 12              | -7              |                    | 28                 | -37                |             | 0           | 0           | 108    | -109   |
| Totale carriera       | Totale carriera       | Totale carriera       | 340        | -448       |                 | 31              | -27             |                    | 28                 | -37                |             | 0           | 0           | 399    | -512   |

### Cronologia presenze e reti in nazionale
| Cronologia completa delle presenze e delle reti in nazionale ― Inghilterra | Cronologia completa delle presenze e delle reti in nazionale ― Inghilterra | Cronologia completa delle presenze e delle reti in nazionale ― Inghilterra | Cronologia completa delle presenze e delle reti in nazionale ― Inghilterra | Cronologia completa delle presenze e delle reti in nazionale ― Inghilterra | Cronologia completa delle presenze e delle reti in nazionale ― Inghilterra | Cronologia completa delle presenze e delle reti in nazionale ― Inghilterra | Cronologia completa delle presenze e delle reti in nazionale ― Inghilterra |
| Data                                                                       | Città                                                                      | In casa                                                                    | Risultato                                                                  | Ospiti                                                                     | Competizione                                                               | Reti                                                                       | Note                                                                       |
| -------------------------------------------------------------------------- | -------------------------------------------------------------------------- | -------------------------------------------------------------------------- | -------------------------------------------------------------------------- | -------------------------------------------------------------------------- | -------------------------------------------------------------------------- | -------------------------------------------------------------------------- | -------------------------------------------------------------------------- |
| 15-8-2012                                                                  | Berna                                                                      | Inghilterra                                                                | 2 – 1                                                                      | Italia                                                                     | Amichevole                                                                 | -1                                                                         | 46’                                                                        |
| 12-10-2015                                                                 | Vilnius                                                                    | Lituania                                                                   | 0 – 3                                                                      | Inghilterra                                                                | Qual. Euro 2016                                                            | -                                                                          |                                                                            |
| 17-11-2015                                                                 | Londra                                                                     | Inghilterra                                                                | 2 – 0                                                                      | Francia                                                                    | Amichevole                                                                 | -                                                                          | 46’                                                                        |
| 26-3-2016                                                                  | Berlino                                                                    | Germania                                                                   | 2 – 3                                                                      | Inghilterra                                                                | Amichevole                                                                 | -1                                                                         | 45’                                                                        |
| 13-6-2017                                                                  | Saint-Denis                                                                | Francia                                                                    | 3 – 2                                                                      | Inghilterra                                                                | Amichevole                                                                 | -1                                                                         | 46’                                                                        |
| 8-10-2017                                                                  | Vilnius                                                                    | Lituania                                                                   | 0 – 1                                                                      | Inghilterra                                                                | Qual. Mondiali 2018                                                        | -                                                                          |                                                                            |
| 27-3-2018                                                                  | Londra                                                                     | Inghilterra                                                                | 1 – 1                                                                      | Italia                                                                     | Amichevole                                                                 | -1                                                                         |                                                                            |
| 7-6-2018                                                                   | Leeds                                                                      | Inghilterra                                                                | 2 – 0                                                                      | Costa Rica                                                                 | Amichevole                                                                 | -                                                                          | 65’                                                                        |
| 11-9-2018                                                                  | Leicester                                                                  | Inghilterra                                                                | 1 – 0                                                                      | Svizzera                                                                   | Amichevole                                                                 | -                                                                          |                                                                            |
| Totale                                                                     |                                                                            | Presenze                                                                   | 9                                                                          |                                                                            | Reti                                                                       | -4                                                                         |                                                                            |

| Cronologia completa delle presenze e delle reti in nazionale ― Regno Unito olimpica | Cronologia completa delle presenze e delle reti in nazionale ― Regno Unito olimpica | Cronologia completa delle presenze e delle reti in nazionale ― Regno Unito olimpica | Cronologia completa delle presenze e delle reti in nazionale ― Regno Unito olimpica | Cronologia completa delle presenze e delle reti in nazionale ― Regno Unito olimpica | Cronologia completa delle presenze e delle reti in nazionale ― Regno Unito olimpica | Cronologia completa delle presenze e delle reti in nazionale ― Regno Unito olimpica | Cronologia completa delle presenze e delle reti in nazionale ― Regno Unito olimpica |
| Data                                                                                | Città                                                                               | In casa                                                                             | Risultato                                                                           | Ospiti                                                                              | Competizione                                                                        | Reti                                                                                | Note                                                                                |
| ----------------------------------------------------------------------------------- | ----------------------------------------------------------------------------------- | ----------------------------------------------------------------------------------- | ----------------------------------------------------------------------------------- | ----------------------------------------------------------------------------------- | ----------------------------------------------------------------------------------- | ----------------------------------------------------------------------------------- | ----------------------------------------------------------------------------------- |
| 20-7-2012                                                                           | Middlesbrough                                                                       | Regno Unito olimpica                                                                | 0 – 2                                                                               | Brasile olimpica                                                                    | Amichevole                                                                          | -2                                                                                  |                                                                                     |
| 26-7-2012                                                                           | Manchester                                                                          | Regno Unito olimpica                                                                | 1 – 1                                                                               | Senegal olimpica                                                                    | Olimpiadi 2012 - 1º turno                                                           | -1                                                                                  |                                                                                     |
| 29-7-2012                                                                           | Londra                                                                              | Regno Unito olimpica                                                                | 3 – 1                                                                               | Emirati Arabi Uniti olimpica                                                        | Olimpiadi 2012 - 1º turno                                                           | -1                                                                                  |                                                                                     |
| 1-8-2012                                                                            | Cardiff                                                                             | Regno Unito olimpica                                                                | 1 – 0                                                                               | Uruguay olimpica                                                                    | Olimpiadi 2012 - 1º turno                                                           | -                                                                                   |                                                                                     |
| 4-8-2012                                                                            | Cardiff                                                                             | Regno Unito olimpica                                                                | 1 – 1 dts (4 – 5 dcr)                                                               | Corea del Sud olimpica                                                              | Olimpiadi 2012 - Quarti di finale                                                   | -1                                                                                  |                                                                                     |
| Totale                                                                              |                                                                                     | Presenze                                                                            | 5                                                                                   |                                                                                     | Reti                                                                                | -5                                                                                  |                                                                                     |

## Palmarès

### Club
- Coppa di Lega scozzese: 1

Rangers: 2023-2024

### Nazionale
- Campionato d'Europa Under-17: 1

Liechtenstein 2010